# Bernard Mendy
Bernard Mendy (* 20. August 1981 in Évreux) ist ein französischer ehemaliger Fußballspieler.

## Karriere

### Verein
Der Außenverteidiger begann 1998 seine Profikarriere in der Ligue 2 beim SM Caen. Nach zwei Jahren wechselte er im Sommer 2000 zum Pariser Hauptstadtklub PSG, wo er mit Ausnahme der Saison 2002/03 wo er nach England an die Bolton Wanderers ausgeliehen war und 21 Ligaspiele bestritt, ununterbrochen bis 2008 unter Vertrag stand. Zu seinen größten Erfolgen dort zählten 2004 der Gewinn der französischen Vizemeisterschaft und der Pokalsieg im selben Jahr. Nach einem weiteren Pokalerfolg im Jahr 2006 war der Ligapokalsieg 2008 der letzte Titelgewinn Mendys für den PSG.
Am 11. Juli 2008 wurde Mendys Wechsel zum englischen Erstligaaufsteiger Hull City verkündet, wo er einen Drei-Jahres-Vertrag unterschrieb.
Von 2012 bis 2014 spielte der Verteidiger bei Stade Brest. Seit der Saison 2014/15 spielt Mendy in Indien für Chennaiyin FC, zu dem er zweimal zurückkehrte, nachdem er für jeweils ein halbes Jahr zum AEL Limassol bzw. SC East Bengal gewechselt war und wo er auch Anfang 2017 seine Karriere beendete.

### Nationalmannschaft
Am 20. Mai 2004 kam Mendy zu seinem ersten Einsatz in der französischen Nationalmannschaft. Damaliger Gegner war die Auswahl Brasiliens. Bevor er für die A-Nationalmannschaft berufen wurde, spielte er bereits für das U-21-Team der Franzosen.